# Signalizační brána
Signalizační brána (anglicky Signaling Gateway, SG) je síťová komponenta odpovědná za přenos signalizačních zpráv (tj. informací týkajících se vytváření spojení, účtování, služby umístění, přenosu SMS, konverze adres a jiných služeb) mezi uzly používajícími signalizaci společným kanálem (CCS), které komunikují různými protokoly a používají různé transportní protokoly. Transportní konverze se obvykle provádí mezi tradičním SS7 a protokoly SIGTRAN využívajícími protokol IP.

## Začlenění signalizační brány do sítě
Ukázka začlenění signalizační brány (SG) do sítě včetně použitých protokolových zásobníků; NIF (Nodal Inter-working Function) je vlastní funkce brány, která v tomto případě realizuje propojení na úrovni MTP3:
```
    SEP (SSP)         SG (IPSP)            IPSP      IPSP ...
  +----+-----+                          +----+---+
  |    |     |                          |    |   |
  | MAP|     |                          | MAP|   |
  |INAP|     |                          |INAP|   |
  | CAP|  I  |                          | CAP| I |
  |    |  S  |                          |    | S |
  +----+  U  |                          +----+ U |
  |TCAP|  P  |                          |TCAP| P |
  +----+     |     +-------------+      +----+   |
  |SCCP|     |     |     NIF     |      |SCCP|   |
  +----------+     +------+------+      +--------+
  |   MTP3   |     | MTP3 | M3UA |      |  M3UA  |
  |   MTP2   |     | MTP2 | SCTP |      |  SCTP  |
  |   MTP1   |     | MTP1 |  IP  |      |   IP   |
  +----------+     +------+------+      +--------+    etc.
       | PC            |  PC  |          (PC)|     (PC)|
       +---------------+      +--------------+---------+
              SS7                        IP

```

Prvky označené SEP (SSP) a ostatní IPSP mohou být telefonní ústředny, středisko krátkých textových zpráv (SMS centrum), síťové databáze jako domovský registr (HLR), návštěvnický registr (VLR), apod. 
Signalizační brána SIGTRAN je síťová komponenta, která provádí translaci signalizace na paketové úrovni mezi sítí se signalizací se společným kanálem (založené na SS7) a sítí se signalizací SIGTRAN (založené na IP). Koncept signalizační brány SIGTRAN byl zaveden v dokumentu IETF: RFC 2719: Architectural Framework for Signaling Transport.
Signalizační brána může být implementována jako vestavěná komponenta některých jiných síťových prvků nebo jako samostatný síťový prvek. Například: signalizační brána je v moderních VoIP sítích často součástí zařízení softswitch. Funkce signalizační brány může být také obsažena ve větší operační doméně signalizačního tranzitního bodu (STP).
Brána pro konverzi protokolu může také konvertovat síťový provoz v jedné síti na jiný – například SIP na ISUP pro řízení volání, SIP na TCAP pro převod adres nebo převod SIP na MAP pro služby umístění nebo předávání stavu účastníka (presence).